# Любимовка (усадьба)
Люби́мовка — архитектурно-художественный ансамбль середины XIX века. Усадьба расположена на берегу реки Клязьмы в селе Тарасовка Пушкинского района Московской области. Памятник истории регионального значения.
В настоящее время находится под юрисдикцией администрации Пушкинского района. Согласно Постановлению Губернатора МО от 24.05.2003 № 120-ПГ в состав села Тарасовка Тарасовского сельского округа (ныне — сельское поселение Тарасовское) Пушкинского района Московской области включён посёлок Любимовка.

## История усадьбы
В прошлом сельцо Любилки представляло собой часть громадного имения княгини А. Л. Трубецкой и князя А. К. Белосельского. Позже усадьба была выделена в самостоятельное владение, и здесь сменилось несколько хозяев, пока, наконец, она не была приобретена Сергеем Владимировичем и Верой Владимировной Сапожниковыми (позднее — Алексеевыми) в 1869 году. В усадьбе находился господский дом, к которому прилегали 50 десятин земли. Построенный на рубеже XVIII—XIX веков в соответствии с канонами классицизма, главный дом усадьбы был очень красив. Он существовал уже во время наполеоновского нашествия, но французы не смогли захватить его, так как этот берег реки обороняли казаки. Сергей Владимирович принялся за капитальный ремонт и переустройство дома в загородную дачу.
Из воспоминаний Зинаиды Сергеевны Сапожниковой об усадьбе: «Её большой двор с четырьмя порядочными лужайками пересекали крест-накрест дорожки. Лужайки окаймлялись подстриженными тополями. Жилой дом был с круглым зелёным куполом. На флагштоке развевался русский трёхцветный флаг».
К реке вела каменная лестница, где были устроены купальни и небольшой причал для лодок.
Племянник Сергея Сапожникова Владимир Григорьевич построил неподалёку себе роскошную дачу на итальянский манер, которую иной раз называли «Вилла», в округе закрепилось название «Белая дача». Она имела несколько несимметричный вид по бокам, правое крыло было трёхэтажным, и на третьем этаже имелся небольшой балкончик. На реке была устроена пристань, к которой вела широкая каменная лестница. По праздникам сюда собирались все многочисленные родственники и соседи хозяев дачи. Она располагалась чуть ниже по течению реки. Сейчас на месте этой дачи почти ничего не сохранилось.
Усадьба знаменита тем, что именно в ней провёл свои юные годы Константин Станиславский, и здесь и зарождались современные традиции театра.

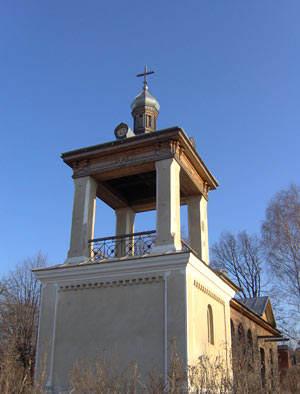
Церковь Покрова Пресвятой Богородицы. Современный вид.

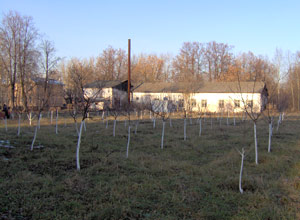
Легендарный вишнёвый сад.

На территории усадьбы находится церковь Покрова Пресвятой Богородицы, которую посещали Алексеевы, их гости и знакомые из ближайших мест. Здесь, в этой церкви в 1889 году состоялось венчание К. С. Станиславского и М. П. Лилиной. С запада на восток вытянулись примыкающие друг к другу колокольня, трапезная и нижняя часть стен начавшего восстанавливаться храма. От оригинального здания сохранился лишь первый ярус простой колокольни, увенчанной приземистым шатром на столбах и главкой. Стены трапезной прорезаны окнами — полукруглыми в западной части и прямоугольными — в восточной. Внешний декор отсутствует.

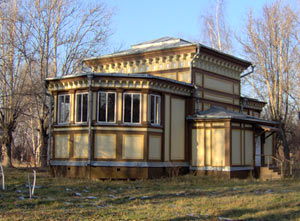
Театральный павильон

С 5 июля по 14 августа 1902 года на даче в Любимовке жил Антон Чехов со своей женой. К этому времени относится его работа над пьесой «Вишнёвый сад». Константин Станиславский со своей семьёй в это время находился за границей, и предложил Чехову отдохнуть в Любимовке. В своих письмах к Станиславскому Чехов отмечал, что ему очень нравится пребывание в Любимовке, её природа и река с её чистой водой, с обилием рыбы. Многое из увиденного здесь можно узнать в пьесе «Вишнёвый сад». Даже гудок поезда, доносившийся с железной дороги, впоследствии был использован в спектакле.

## Архитектурный ансамбль усадьбы

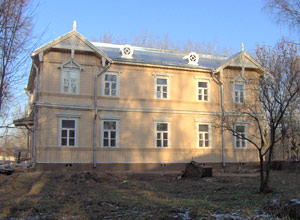
Павильон Эрмитаж

- Главный господский дом (разобран в 1993 году)
- Галерея (Церковь Покрова Пресвятой Богородицы)(1870-е годы XIX века)
- Павильон Эрмитаж
- Театральный павильон (середина XIX века)
- Кухня
- Флигель
- Хозяйствнные постройки
- Господский дом (начало XIX века)
- Беседки
- Вилла («Белая дача») (конец XIX века)
- Веранда
- Погреб
- Служебное помещение

## XX век
Любимовка принадлежала Алексеевым до национализации, произошедшей в 1918 году. Мало, что осталось от прежней Любимовки. С тех пор здесь поменялось много владельцев. Вначале здесь были корпуса большого дома отдыха имени Калинина, потом детский дом испанских детей.
21 июня 1941 г. имение Любимовка снял в аренду, сроком на 1 год, посол США Лоуренс Штейнгардт.
Оно должно было служить одновременно и дачей, и - в случае войны и бомбардировки Москвы, убежищем для сотрудников посольства, и американских граждан находящихся в советской столице. 
Дача получила официальное название: "Убежище".
"В «Убежище» заготовлено провианта на два месяца, для 100 человек. Имеется огород. Установлено собственное снабжение электричества и газа. В запасе имеются также палатки, кровати, много посуды и всего, что нужно для хозяйства.".
В годы войны, в имении был военный госпиталь. 
В послевоенные годы здесь жили рабочие кондитерской фабрики имени Бабаева.
Дом Станиславского в Любимовке постройки конца XVIII века в 1993 году был разобран как не подлежащий восстановлению.

## Усадьба в наши дни
В настоящее время небольшой участок Любимовки с остатками бывшей усадьбы принадлежит Союзу театральных деятелей России. В усадьбе сейчас очень медленно с 2004 года ведутся реставрационные и восстановительные работы, заново выращивают легендарный сад.